# Ligue communiste révolutionnaire (Espagne)
Pour les articles homonymes, voir Ligue communiste révolutionnaire (homonymie).
 (août 2024).
Si vous disposez d'ouvrages ou d'articles de référence ou si vous connaissez des sites web de qualité traitant du thème abordé ici, merci de compléter l'article en donnant les références utiles à sa vérifiabilité et en les liant à la section « Notes et références ».
La Ligue communiste révolutionnaire (LCR, en espagnol Liga Comunista Revolucionaria) était un parti politique espagnol d’extrême gauche. 
D’idéologie trotskiste, ce parti fut actif de 1971 à 1991, date à laquelle il fusionne avec le Movimiento Comunista (Mouvement Communiste) pour créer la Izquierda Alternativa (Gauche Alternative).

## De la création de la LCR au milieu des années 1980
La Ligue Communiste Révolutionnaire (LCR) est créée en 1971 par des membres du groupe catalan Comunismo, lui-même issu du Frente de Liberación Popular (Front de Libération Populaire, organisation clandestine anti-franquiste).

La LCR intègre la IVe Internationale (Secrétariat unifié) dont elle devient la section espagnole. Elle se revendique alors être un parti révolutionnaire rejetant la collaboration de classe et préconise un modèle d'organisation territoriale basée sur une confédération de républiques tout en reconnaissant le droit à l’autodétermination.
En 1972, des militants scissionnent pour créer la Liga Comunista (Ligue Communiste). Cette scission ne sera que provisoire puisqu’en 1978 la Liga Comunista réintègrera la LCR.
La LCR se renforce en 1973 grâce à une fusion avec l’ETA-VI qui lui permet de s’implanter au Pays basque et en Navarre. L’ETA-VI était une scission de l’ETA, opérée en 1970 par des militants de tendance communiste révolutionnaire qui souhaitaient donner la priorité à la lutte politique par rapport au terrorisme. À partir de la fusion avec l’ETA-VI, la LCR adopte la dénomination LCR-ETA(VI).

Après la mort de Franco, la référence à l’ETA devient délicate et l’organisation décide en 1976 de reprendre l’appellation LCR tandis que ses branches basques et navarraises prennent leur autonomie et forment la Liga Komunista Iraultzailea (LKI),.
En 1976, la LCR se dote d’une organisation de jeunesse : les Circulos de Jóvenes revolucionarios (CJR, Cercles des jeunes révolutionnaires) qui deviendront l’année suivante la Federación de Juventudes Comunistas Revolucionarias (FJCR, Fédération des jeunesses communistes révolutionnaires). Lorsqu’en 1978 la Ligue Communiste réintègre la LCR, la FJCR fusionne avec les jeunes de la Ligue Communiste et forme les Juventudes Comunistas Revolucionarias (JCR, Jeunesses Communistes Révolutionnaires)
Lors des élections générales de juin 1977, premières élections libres depuis le déclenchement de la guerre civile en 1936, la LCR participe avec le POUM, Acción Comunista et l’ Organización de Izquierda Comunista à la coalition du Front pour l’Unité des Travailleurs (Frente por la Unidad de los Trabajadores, FUT) qui totalise 41 208 voix soit 0,22 % des voix.
Dans les années suivantes, la LCR impulse plusieurs coalitions électorales pour les élections locales, sur le modèle du FUT.

Ainsi elle participe en 1978 à la création de la Esquerra Unida del País Valencià (Gauche unie du Pays Valencien) avec le Mouvement Communiste et différents groupes nationalistes de gauche de la province de Valence. De même en Catalogne elle participe en 1980 à la coalition Unitat Popular del Socialisme (Unité Populaire du socialisme) tandis qu’au Pays basque et en Navarre, la LKI participe au regroupement Auzolan entre 1983 et 1986. Cependant, à partir de la seconde moitié des années 1980, la LCR cesse de former des alliances électorales et prône l’abstention.

## L’unité d’action avec le Mouvement communiste et la création d'Izquierda Alternativa
À partir de la fin des années 1980, la LCR entame une phase d’étroite collaboration avec le Mouvement Communiste (MC), organisation d’extrême gauche d’inspiration maoïste.

Cette unité d’action permet à la LCR et au MC d’être très actif dans les mobilisations contre l’OTAN et l’installation des bases américaines, pour le procès des GAL ou encore dans le développement du mouvement féministe.
En 1991 la LCR et le MC finissent par fusionner pour donner naissance à la Izquierda Alternativa (Gauche Alternative). Cette fusion est de courte durée: dès 1993 l’organisation éclate.

Les anciens militants du MC se retrouvent alors dans différentes organisation locales tandis que les anciens militants de LCR gardent l’appellation Izquierda Alternativa. En 1995 ils se renomment Espacio Alternativo (Espace Alternatif) et intègrent la coalition Izquierda Unida (Gauche Unie).

En 2007 Espacio Alternativo quitte Izquierda Unida et se restructure à partir de 2008 sous le nom de Izquierda anticapitalista (Gauche Anticapitaliste).